# Barra del Chuy
Barra del Chuy ist eine Ortschaft im Südosten Uruguays.

## Geographie
Der Ort befindet sich auf dem Gebiet des Departamento Rocha in dessen Sektor 5 an der Atlantikküste. Unmittelbar im Norden grenzt der Ort an das Nachbarland Brasilien und den Arroyo Chuy, der die Grenze Uruguays bildet. Im Süden schließt an der Küste die Ortschaft Puimayen an.

## Einwohner
Bei der Volkszählung im Jahr 2011 hatte Barra del Chuy 370 Einwohner, davon waren 171 männlich und 199 weiblich.
| Jahr | Einwohner |
| ---- | --------- |
| 1963 | 83        |
| 1975 | 145       |
| 1985 | 275       |
| 1996 | 312       |
| 2004 | 367       |
| 2011 | 370       |

Quelle: Instituto Nacional de Estadística de Uruguay